# Райска птица (филм, 1951)
„Райска птица“ (на английски: Bird of Paradise) е американска романтична драма и приключенски филм от 1951 г. в Technicolor, продуциран и режисиран от Делмар Дейвс, с Дебра Пейджит, Луис Джордан и Джеф Чандлър в главните роли. Сценарият също е на Дейвс, който е адаптация на едноименната пиеса, написана от Ричард Уолтън Тъли през 1912 г. Филмът е разпространен от „Туентиът Сенчъри Фокс“.

## Актьорски състав
- Дебра Пейджит – Калуа
- Луис Джордан – Андре Лорънс
- Джеф Чандлър – Тенга
- Еверет Слоун – Акуа
- Морис Шварц – Кахуна
- Джак Елъм – Търговецът
- Принц Лей Лани – Вождът
- Ото Валдис – Капитанът
- Алфред Зейслър – Ван Хук